# Bayawan
Bayawan is een stad in de Filipijnse provincie Negros Oriental. Bij de laatste census in 2007 had de stad ruim 110 duizend inwoners.

## Geografie

### Bestuurlijke indeling
Bayawan City is onderverdeeld in de volgende 28 barangays:
| - Ali-is - Banaybanay - Banga - Villasol - Boyco - Bugay - Cansumalig - Dawis - Kalamtukan - Kalumboyan - Malabugas - Mandu-ao - Maninihon - Minaba | - Nangka - Narra - Pagatban - Poblacion - San Jose - San Miguel - San Roque - Suba - Tabuan - Tayawan - Tinago - Ubos - Villareal - San Isidro |

## Demografie
Bayawan had bij de census van 2007 een inwoneraantal van 110.250 mensen. Dit zijn 8.859 mensen (8,7%) meer dan bij de vorige census van 2000. De gemiddelde jaarlijkse groei komt daarmee uit op 1,16%, hetgeen lager is dan het landelijk jaarlijks gemiddelde over deze periode (2,04%). Vergeleken met de census van 1995 is het aantal mensen met 19.297 (21,2%) toegenomen.
De bevolkingsdichtheid van Bayawan was ten tijde van de laatste census, met 110.250 inwoners op 699,08 km², 157,7 mensen per km².
Amlan · Ayungon · Bacong · Bais · Basay · Bayawan · Bindoy · Canlaon · Dauin · Dumaguete · Guihulngan · Jimalalud · La Libertad · Mabinay · Manjuyod · Pamplona · San Jose · Santa Catalina · Siaton · Sibulan · Tanjay · Tayasan · Valencia · Vallehermoso · Zamboanguita